# Stazione di Sulmona Santa Rufina
La stazione di Sulmona Santa Rufina è una fermata ferroviaria posta sul binario di raccordo fra le linee Pescara-Roma e Terni-Sulmona (la cosiddetta "bretella di Sulmona").

## Storia

Mappa del nodo ferroviario di Sulmona

La fermata di Sulmona Santa Rufina venne attivata il 15 dicembre 2024.

## Strutture e impianti
La fermata è posta alla progressiva chilometrica 0+339 della "bretella di Sulmona"; conta un unico binario, formalmente identificato come Binario 1 Ovest di Sulmona, servito da un marciapiede lungo 250 m e alto 55 cm sul piano del ferro, su cui si espleta il servizio viaggiatori per entrambi i sensi di marcia.